# Люботеж
Люботеж — деревня в Псковском районе Псковской области. Входит в состав Серёдкинской волости. 
Расположена на берегу реки Лочкина (Лудва), в 51 км к северу от Пскова и в 8 км к северу от села Серёдка.
Численность населения деревни по состоянию на 2000 год составляла 23 человека.
В деревне находится древнее городище и курганная группа 1 тыс. лет. н.э., а также братское кладбище воинов Красной Армии, погибших в 1944 году.

## Топографические карты
- Лист карты O-35-XVII Новоселье. Масштаб: 1 : 200 000. Издание 1980 г.